# Emil Jannings
Pour les articles homonymes, voir Jannings.
Emil Jannings, né le 23 juillet 1884 et mort le 2 janvier 1950, est un acteur allemand.
Il est le premier lauréat de l'Oscar du meilleur acteur et compte parmi les comédiens les plus marquants de l'ère du cinéma muet.

## Biographie

### Enfance, aventures et théâtre
Bien qu'il ait prétendu un temps être né à New York dans le quartier de Brooklyn, Emil Jannings, nom de scène de Theodor Friedrich Emil Janenz, naît en réalité à Rorschach en Suisse, dans le canton de Saint-Gall, sur les rives du lac de Constance, le 23 juillet 1884, d’une mère allemande, Margaretha Pauline Amalie Schwabe, et d’un père originaire de Saint-Louis aux États-Unis, Emil Janenz. Il a un frère aîné, Werner. Ses parents sont fabricants d'ustensiles ménagers.
Alors qu'Emil n'a que 10 mois, sa famille vient s'installer à Zurich. Puis, au début des années 1890, la famille déménage de nouveau, pour se fixer cette fois-ci à Görlitz en Allemagne. Sur un coup de tête, Emil quitte ses parents pour s'engager dans la marine ; il devient aide-cuisinier sur un bateau à Hambourg, mais son escapade tourne court quand un ami de son père le retrouve et le contraint à rejoindre le nid familial. C'est alors qu'un accessoiriste du théâtre municipal de Görlitz croise la route du garçon et lui fait découvrir un monde qui sera comme une révélation. Emil, dès que l'occasion se présente, passe une audition ; très vite il est engagé par le théâtre de Gardelegen, et devient presque immédiatement acteur professionnel.
Douze années durant, il exerce le métier de comédien itinérant, passant d'une troupe à l'autre. C'est durant cette période qu'il rencontre Ernst Lubitsch, alors lui aussi comédien de la troupe de Gardelegen.
L’année 1906 marque un autre tournant, il est engagé par Max Reinhardt et joue au Deutsches Theater. Ceci lui permet de croiser Paul Wegener, Conrad Veidt, et une certaine Lucie Höflich, qu'il épousera. Ernst Lubitsch rejoindra lui aussi le Deutsches Theater en 1912.

### Cinéma: première période allemande
C'est en 1914 que Jannings débute au cinéma. D'abord figurant, ses rôles s'étoffent de plus en plus au fil des ans et, en 1916, Robert Wiene, futur réalisateur du Cabinet du docteur Caligari, lui offre son premier rôle important dans le film Frau Eva, tiré du roman Fromont jeune et Risler aîné d'Alphonse Daudet . Entretemps, Lubitsch, l'ami de Jannings, est passé derrière la caméra ; il offrira à Jannings le rôle principal dans bon nombre de ses premières œuvres, dont Les Yeux de la momie (1918), considéré comme la première réalisation significative de Lubitsch.
Avec la naissance de l'UFA, la carrière de Jannings prit un tour particulier. Il incarna plusieurs personnages historiques dans des productions pour lesquelles on commença à malmener l'histoire à des fins de propagande. Jannings allait alors incarner tour à tour Louis XV, Henry VIII d'Angleterre, Danton, Pierre le Grand...
À partir de 1920, Jannings est une vedette reconnue et incontournable du cinéma européen. Ses rôles deviennent plus nuancés, bien que, dans certains films, son jeu soit perçu moins favorablement par la critique : ce sera le cas pour l'Othello que réalisera Dimitri Buchowetzki en 1922, un film inspiré de l'œuvre de William Shakespeare.
En 1923, Jannings divorce de Lucie Höflich pour épouser Gussy Holl, ex-femme de Conrad Veidt. La prestation de Jannings dans le film À qui la faute ?, réalisé la même année, suscite l'admiration des critiques, quand bien même l'accueil du film lui-même est plus mitigé. Toujours en 1923, l'acteur passe derrière la caméra et réalise Tout pour l'or, où l'on voit un marchand de cochons tomber amoureux d'une danseuse, de qui est épris un autre prétendant. Le film, qui a le ton de la comédie, se termine par un drame, la mort du fils du marchand.
En 1925, Jannings interpréta le rôle principal dans Variétés, réalisé par Ewald André Dupont et qui avait pour cadre le monde du cirque. La même année, l'acteur joua sous la direction de Friedrich Wilhelm Murnau dans Le Dernier des hommes, adapté d'une nouvelle de Gogol, un film qui est resté dans l'histoire du cinéma muet, entre autres du fait de son absence d’intertitres. C'est également avec Murnau qu'il tournera ensuite Tartuffe, d'après Molière, dans lequel il joue le rôle-titre, et Faust, une légende allemande, d'après Goethe, dans lequel il incarne Méphistophélès.

### Cinéma: période hollywoodienne

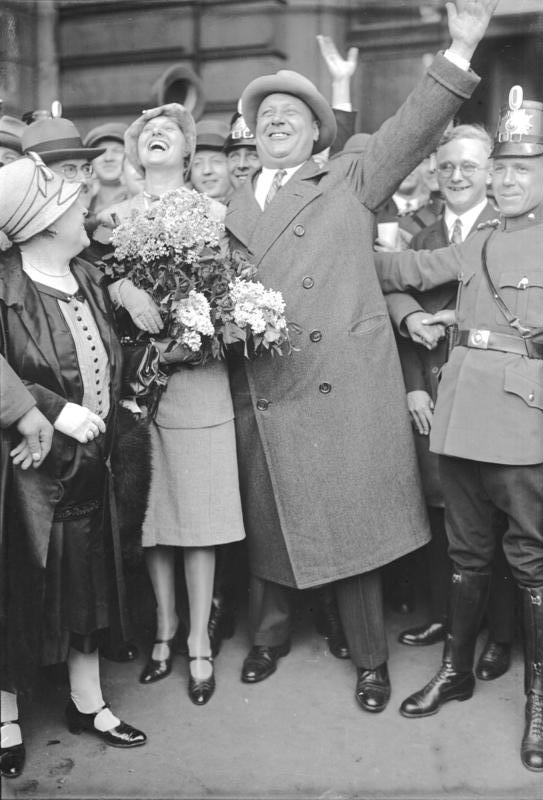
Emil Jannings et sa femme en 1929.

En 1927, Jannings, qui a signé un contrat avec la Paramount, joue dans son premier film américain sous la direction de Victor Fleming. Sa carrière à Hollywood est prometteuse, au point qu'en 1928, Jannings reçoit le premier Oscar du meilleur acteur, pour les rôles qu'il tient dans deux films : Quand la chair succombe (The Way of All Flesh), le film de Fleming, et Crépuscule de gloire (The Last Command), réalisé par Josef von Sternberg. C'est en tout six films que Jannings tournera à Hollywood. Malheureusement, l'arrivée du parlant vient vite abréger cette carrière américaine, l'acteur connaissant à peine l'anglais.

### Cinéma: seconde période allemande

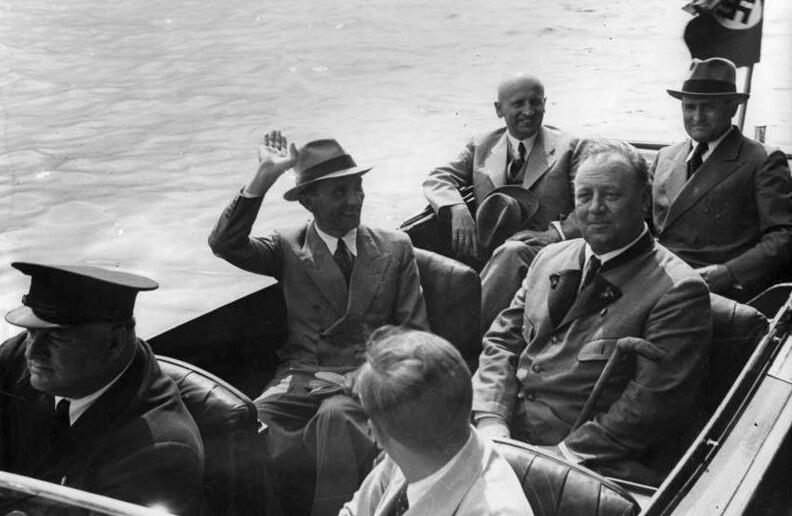
Emil Jannings avec Joseph Goebbels en 1938.

En 1930, il rentre donc en Europe, où il tourne avec Marlene Dietrich, alors jeune débutante, dans le classique Ange bleu, filmé tourné simultanément en deux versions, anglaise et allemande, par Sternberg.
Sous le Troisième Reich, Jannings, qui ne fut cependant jamais membre du parti nazi, joua le rôle principal dans plusieurs films de l'époque, en particulier : Crépuscule, Les Deux Rois (1935), Le Président Krüger (1941) et Die Entlassung (1942). En 1941, il fut nommé par le Ministre de la Propagande, Joseph Goebbels, « artiste d’État ». Sa compromission avec le régime nazi compromit toute chance pour lui de pouvoir retourner un jour aux États-Unis.
Le dernier film de l'acteur, Wo ist Herr Belling?, fut interrompu après quelques semaines de tournage, commencé fin 1944, Jannings étant tombé malade. La fin de la guerre arriva et le film ne fut jamais terminé.
Lorsque les troupes alliées entrèrent en Allemagne en 1945, Jannings aurait eu son Oscar sur lui comme preuve de son association passée avec Hollywood. En raison de sa participation active à la propagande nazie, Jannings subit la dénazification, et toutes ses tentatives de retour sur les écrans furent vouées à l’échec. Dès lors, il se retira dans sa propriété du Salzkammergut à Strobl, en Autriche.
C'est là que Emil Jannings mourut en 1950 d'un cancer, à l’âge de 65 ans.

## Anecdotes
- Il est le premier lauréat de l'Oscar du meilleur acteur. Il reçoit sa récompense un mois avant la cérémonie officielle et devient, par conséquent, le premier oscarisé à ne pas s'être présenté à la cérémonie. Son origine fait de lui aussi le premier acteur non-américain à avoir obtenu l'illustre statuette. Son Oscar est aujourd’hui exposé au Filmmuseum de Berlin.
- Il était très habile en ce qui concerne les questions d’argent et fut l’un des acteurs les mieux payés de son temps.
- Au moment du tournage de L'Ange bleu, sa propre carrière commençait à décliner ; il devina rapidement que Dietrich, qui n’était alors qu’une inconnue, était une star en puissance et, selon l'actrice elle-même, il en éprouva de l'amertume et ne cessa de se montrer ignoble envers l'étoile montante.
- Dans le film-biographie sur Marlène Dietrich, Marlene, réalisé en 2000 par Joseph Vilsmaier, le rôle d'Emil Jannings est tenu par Armin Rohde.
- Quentin Tarantino rend un hommage appuyé au cinéma expressionniste allemand dans Inglourious Basterds à travers, entre autres, une brève apparition d'Emil Jannings sous les traits de Hilmar Eichhorn.

## Filmographie
- 1914 : Im Schützengraben (de) de Walter Schmidthässler
- 1914 : Frau Eva de Robert Wiene
- 1916 : Der Morphinist de Louis Ralph
- 1916 : Aus Mangel an Beweisen d'Edmund Edel : Dr. Langer
- 1916 : Passionels Tagebuch (de) de Louis Ralph
- 1916 : Im Angesicht des Toten (de) de Walter Schmidthässler : Paul Werner
- 1916 : Das Leben ein Traum de Robert Wiene et Conrad Wiene (court-métrage)
- 1917 : Der zehnte Pavillon der Zitadelle de Danny Kaden
- 1917 : Unheilbar (de) d'Emmerich Hanus
- 1917 : Stein unter Steinen (de) de Felix Basch (court-métrage)
- 1917 : Le Mariage de Louise Rohrbach (Die Ehe der Luise Rohrbach) de Rudolf Biebrach : Wilhelm Rohrbach
- 1917 : Nuit d'horreur (Nächte des Grauens) de Richard Oswald et Arthur Robison
- 1917 : Die Bettlerin von St. Marien d'Alfred Halm : Baron Gelsburg
- 1917 : Hoheit Radieschen de Danny Kaden (court-métrage)
- 1917 : Quand quatre font la même chose (Wenn vier dasselbe tun) d'Ernst Lubitsch : Segetoff (court-métrage)
- 1917 : Gesühnte Schuld de ? : Harold Hilbrich (court-métrage)
- 1917 : Der Ring der Giuditta Foscari d'Alfred Halm
- 1917 : Das fidele Gefängnis d'Ernst Lubitsch : Quabbe
- 1917 : Frau Eva d'Artur Berger et Robert Wiene
- 1917 : Lulu d'Alexander von Antalffy : Alfredo, un clown
- 1917 : Die Seeschlacht de Richard Oswald
- 1917 : Das Geschäft d'Ernst Reicher : S. H. Haßler
- 1918 : Nach zwanzig Jahren de Willy Zeyn (court-métrage) : Horst Lundin 'Korn'
- 1918 : Les Yeux de la momie (Die Augen der Mumie Ma) d'Ernst Lubitsch : Radu, un Arabe
- 1918 : Fuhrmann Henschel d'Ernst Lubitsch
- 1918 - 1919 : Keimendes Leben de Georg Jacoby (film en 3 parties) : James Fraenkel / John Smith
- 1919 : Der Mann der Tat de Victor Janson : Jan Miller
- 1919 : Die Tochter des Mehemed d'Alfred Halm : Vaco Juan Riberda
- 1919 : Vendetta de Georg Jacoby : Tomasso
- 1919 : Passion (Madame Dubarry) d'Ernst Lubitsch : Louis XV
- 1919 : Rose Bernd d'Alfred Halm : Arthur Streckmann
- 1920 : Les Filles de Kohlhiesel (Kohlhiesels Töchter) d'Ernst Lubitsch : Peter Xaver
- 1920 : Das große Licht de Hanna Henning : Lorenz Ferleitner
- 1920 : Algol (Algol - Tragödie der Macht) de Hans Werckmeister : Robert Herne
- 1920 : Les Frères Karamazov (Die Brüder Karamasoff) de Dimitri Buchowetzki
- 1920 : Der Schädel der Pharaonentochter d'Otz Tollen : Osorcon, Pharaon d'Égypte
- 1920 : Anne Boleyn d'Ernst Lubitsch : Henri VIII
- 1920 : Colombine de Martin Hartwig : Carlo
- 1921 : Der Stier von Olivera d'Erich Schönfelder : le général François Guillaume
- 1921 : Danton de Dimitri Buchowetzki : Danton
- 1921 : Der Schwur des Peter Hergatz d'Alfred Halm
- 1921 : Die Ratten de Hanns Kobe : Bruno
- 1922 : La Femme du pharaon (Das Weib des Pharao) d'Ernst Lubitsch : le pharaon Amenes
- 1922 : Othello de Dimitri Buchowetzki : Othello
- 1922 : Pierre le Grand (Peter der Große) de Dimitri Buchowetzki : Pierre le Grand
- 1923 : Tragödie der Liebe de Joe May : Ombrade
- 1923 : Tout pour l'or (Alles für Geld) de Reinhold Schünzel : S. I. Rupp
- 1924 : Le Cabinet des figures de cire (Das Wachsfigurenkabinett) de Paul Leni et Leo Birinski : Harun al Raschid
- 1924 : À qui la faute ? (Nju - Eine unverstandene Frau) de Paul Czinner : Ehemann
- 1924 : Le Dernier des hommes (Der Letzte Mann)de Friedrich Wilhelm Murnau le portier d’hôtel
- 1924 : Quo Vadis ? de Gabriellino D'Annunzio et Georg Jacoby : Néron
- 1925 : L'Amour aveugle (Liebe macht blind) (Lothar Mendes)
- 1925 : Variétés d'Ewald André Dupont : Boss Huller
- 1925 : Herr Tartüff de Friedrich Wilhelm Murnau  : Tartuffe
- 1926 : Faust, une légende allemande (Faust - Eine deutsche Volkssage) de Friedrich Wilhelm Murnau : Méphisto
- 1927 : Quand la chair succombe (The Way of All Flesh) (Victor Fleming) : August Schilling
- 1928 : Crépuscule de gloire (The Last Command) de Josef von Sternberg : gén. Dolgorouki / grand duc Serge
- 1928 : La Rue des péchés (Street of Sin)  de Mauritz Stiller et Ludwig Berger : Basher Bill
- 1928 : Le Patriote (The Patriot) d'Ernst Lubitsch : le tsar Paul Ier
- 1928 : Les Fautes d'un père (Sins of the Fathers) de Ludwig Berger : Wilhelm Spengler
- 1929 : Mensonges de Lewis Milestone : Poldi Moser
- 1929 : Du sollst nicht töten de Fritz Hofbauer : Harold Hilbrich (à confirmer)
- 1930 : L'Ange bleu (Der Blaue Engel) de Josef von Sternberg : Prof. Immanuel Rath
- 1930 : The Blue Angel de Josef von Sternberg : Prof. Immanuel Rath, L’Ange bleu, version tournée en anglais
- 1930 : Aimé des dieux de Hanns Schwarz : Albert Winkelmann
- 1932 : Stürme der Leidenschaft de Robert Siodmak : Gustav Bumke', version allemande de Tumultes
- 1933 : The Merry Monarch d'Alexis Granowsky : le roi Pausole, version tournée en anglais
- 1933 : Die Abenteuer des Königs Pausole d'Alexis Granowsky : le roi Pausole, version tournée en allemand
- 1934 : Der schwarze Walfisch de Fritz Wendhausen : Peter Petersen
- 1935 : Les Deux Rois (Der Alte und der junge König - Friedrichs des Grossen Jugend) de Hans Steinhoff : Frédéric-Guillaume Ier, roi de Prusse
- 1936 : Les Vaincus de Carl Froelich : Directeur Prof. Niemeyer
- 1937 : Crépuscule (Der Herrscher) de Veit Harlan : Matthias Clausen
- 1937 : La Cruche cassée (Der Zerbrochene Krug) de Gustav Ucicky : Adam
- 1939 : La Lutte héroïque (Robert Koch, der Bekämpfer des Todes) de Hans Steinhoff : Dr Robert Koch
- 1939 : Der letzte Appell de Max W. Kimmich : Kapitän Brodersen
- 1941 : Le Président Krüger (Ohm Krüger) de Hans Steinhoff : Paul Kruger
- 1942 : Die Entlassung de Wolfgang Liebeneiner : Otto von Bismarck
- 1943 : Jeune fille sans famille (Altes Herz wird wieder jung) d'Erich Engel : Friedrich Wilhelm Hoffmann
- 1945 : Wo ist Herr Belling? d'Erich Engel :  le chef d'entreprise Eberhard Belling (film inachevé)